# Frederikshavn Sogn
Frederikshavn Sogn er et sogn i Frederikshavn Provsti (Aalborg Stift). Sognet ligger i Frederikshavn Kommune (Region Nordjylland). Indtil Kommunalreformen i 2007 lå det i Frederikshavn Kommune (Nordjyllands Amt), og indtil Kommunalreformen i 1970 lå det i Horns Herred (Hjørring Amt). I Frederikshavn Sogn ligger Hirsholmene Kirke og Frederikshavn Kirke.
Inden Fladstrand i 1818 blev købstad og skiftede navn til Frederikshavn, hed sognet Fladstrand Sogn.
Abildgård Sogn blev udskilt fra Frederikshavn Sogn den 1. maj 1964

## Stednavne
I Frederikshavn Sogn findes flg. autoriserede stednavne:
- Apholmen (bebyggelse)
- Båder (bebyggelse)
- Deget (areal, ejerlav)
- Flade (bebyggelse, ejerlav)
- Frederikshavn (bebyggelse, ejerlav)
- Græsholm (areal)
- Hirsholm (areal, bebyggelse, ejerlav)
- Hirsholmene (areal)
- Kølpen (areal)
- Rønnerne (areal)
- Tyvholm (areal)